# 야마자키 켄토
야마자키 켄토(山﨑 賢人, 1994년 9월 7일 ~ )는 일본의 배우이다. 도쿄도 출신. 스타더스트 프로모션 소속. 신장은 178cm, 혈액형은 A형이다.
야마자키(山崎)로 표기 될 수 있지만, 정확하게는 야마자키(山﨑)이다.

## 약력
- 중학교 3학년 때에 도쿄도 하라쥬쿠 타케시타도오리 DAISO 앞에서 스카우트되어 연예계 활동을 시작했다.

- 잡지 〈피치레몬〉의 맨즈 모델로서 활동. 지면에서 행해진 여장 기획에서 투표 결과 1위를 획득.[2]

- 2010년 TV 드라마 《아타미의 수사관》으로 배우 데뷔.

- 2011년 영화 《관제탑》으로 영화 첫 주연.

- 2016년 영화 《히로인 실격》, 《orange》 등의 화제작에 잇달아 출연하고, 일본 아카데미상 신인 배우상을 수상.[3]

- 2018년 《토도메의 키스》로 연속 드라마 첫 주연을 완수.[4] 이후에도 《굿 닥터》에서 주연을 맡아 제98회 더 텔레비전 드라마 아카데미상에서 남우주연상을 수상.[5]

- 2019년 아시아 베스트 배우상 엔터테인먼트 시상식 〈2019 iQiYi Scream Night〉을 수상.[6]

## 인물
- 취미는 음악 감상, 특기는 축구.[7]

- 스다 마사키, 오카야마 아야네, 요시자와 료, 사쿠라다 도리 등과 절친하다.

## 출연 작품
역할의 굵은 표시는 주연 작품

### 영화
| 개봉일자              | 제목                                                      | 역할                 | 배급사                                   | 비고      |
| --------------------- | --------------------------------------------------------- | -------------------- | ---------------------------------------- | --------- |
| 2011년 4월 9일        | 관제탑                                                    | 후지타 카케루        | 소니 뮤직 엔터테인먼트                   | 데뷔작    |
| 2012년 1월 28일       | 기린의 날개~극장판 신참자~                                | 스기노 타츠야        | 도호                                     |           |
| 2012년 5월 12일       | 리얼 술래잡기 3                                           | 스구루               | 제네온 유니버설                          |           |
| 2012년 8월 4일        | Another                                                   | 사카키바라 코이치    | 도호                                     |           |
| 2012년 12월 8일       | 오늘, 사랑을 시작합니다                                   | 하세가와 니시키와    | 도호                                     |           |
| 2013년 11월 16일      | 연애 징크스!!!                                            | 노무라 유스케        | T-JOY                                    |           |
| 2014년 4월 12일       | L♥DK                                                      | 쿠가야마 슈세이      | 도에이                                   |           |
| 2015년 9월 19일       | 히로인 실격                                               | 테라사카 리타        | 워너 브라더스 영화                       |           |
| 2015년 12월 12일      | orange                                                    | 나루세 카케루        | 도호                                     |           |
| 2016년 5월 28일       | 늑대 소녀와 흑왕자                                        | 사타 쿄야            | 워너 브라더스 영화                       |           |
| 2016년 9월 10일       | 4월은 너의 거짓말                                         | 아리마 코세이        | 도호                                     |           |
| 2016년 12월 17일      | 영화 요괴워치 하늘을 나는 고래와 더블세계의 대모험이다냥! | 염라대왕             | 도호                                     |           |
| 2017년 2월 18일       | 일주일간 친구                                             | 하세 유키            | 쇼치쿠                                   |           |
| 2017년 5월 20일       | 포에트리 엔젤                                             | 설명회에 참가한 남자 | 아크 엔터테인먼트                        | 우정 출연 |
| 2017년 8월 4일        | 죠죠의 기묘한 모험 -다이아몬드는 부서지지 않는다 제1장-   | 히가시카타 죠스케    | 도호 / 워너 브라더스 영화                |           |
| 2017년 10월 21일      | 사이키 쿠스오의 재난                                      | 사이키 쿠스오        | 소니 픽쳐스 엔터테인먼트 / 아스믹 에이스 |           |
| 2017년 11월 3일       | 빙과                                                      | 오레키 호타로        | KADOKAWA                                 |           |
| 2018년 6월 8일        | 양과 강철의 숲                                            | 토노무라 나오키      | 도호                                     |           |
| 2019년 4월 19일       | 킹덤                                                      | 신                   | 도호 / 소니 픽쳐스 엔터테인먼트          |           |
| 2020년 2월 7일        | 오타쿠에겐 사랑은 어려워                                  | 니후지 히로타카      | 도호                                     |           |
| 2020년 7월 17일       | 극장                                                      | 나가타               | 요시모토                                 |           |
| 2020년 8월 21일       | 무사: 400 vs 1                                            | 타다스케             | 앨버트로스                               |           |
| 2021년 6월 25일       | 여름으로 가는 문 -너가 있는 미래로-                       | 다카쿠라 소이치로    | 도호 / 애니플렉스                        |           |
| 2022년 7월 15일       | 킹덤2: 아득한 대지로                                      | 신                   | 도호 / 소니 픽쳐스 엔터테인먼트          |           |
| 2023년 7월 28일       | 킹덤3: 운명의 불꽃                                        | 신                   | 도호 / 소니 픽쳐스 엔터테인먼트          |           |
| 2024년 1월 19일       | 골든 카무이                                               | 스기모토 사이치      | 도호                                     |           |
| 2024년 1월 19일       | 음양사 0                                                  | 아베 하루아키        | 워너 브라더스 영화                       |           |
| 2024년 7월 12일       | 킹덤4: 대장군의 귀환                                      | 신                   | 도호 / 소니 픽쳐스 엔터테인먼트          |           |
| 2025년 1월 24일       | 언더닌자                                                  | 쿠모가쿠레 쿠로우    | 도호                                     |           |
| 2026년 여름 공개 예정 | 킹덤5                                                     | 신                   | 도호 / 소니 픽쳐스 엔터테인먼트          |           |

### 텔레비전 드라마
| 방송일자                          | 제목 | 역할                | 방송사          |           |
| --------------------------------- | --- | ------------------- | --------------- | --------- |
| 2010년 7월 30일 ~ 9월 17일        | 아타미의 수사관                                                                                              | 시지마 신야         | TV 아사히       |           |
| 2010년 10월 8일 ~ 12월 17일       | 클론 베이비                                                                                                  | 오카베 죠타로       | TBS             |           |
| 2011년 10월 27일 ~ 12월 22일      | 런어웨이~사랑하는 너를 위해서                                                                                | PANDA               | TBS             |           |
| 2012년 7월 20일 ~ 9월 21일        | 검은 여교사                                                                                                  | 야스다 슌스케       | TBS             |           |
| 2012년 8월 4일                    | 카운터의 두 사람 제8화 〈러브 레터〉                                                                         | 카모이 이치         | TwellV          |           |
| 2013년 1월 28일                   | 사토가의 아침 식사, 스즈키가의 저녁 식사                                                                     | 사토 타쿠미         | BS 재팬         |           |
| 2013년 4월 13일 ~ 6월 22일        | 35세의 고교생                                                                                                | 아쿠츠 료           | NTV             |           |
| 2014년 1월 7일 ~ 3월 18일         | 팀 바티스타 4 나전미궁                                                                                       | 사쿠라노미야 아오이 | 칸사이 TV       |           |
| 2014년 4월 12일 ~ 6월 21일        | 약해도 이길 수 있습니다~아오시 선생님과 풋내기 고교 야구 선수의 야망~                                        | 에바토 코키         | NTV             |           |
| 2014년 7월 12일 ~ 9월 20일        | 수구 양키스                                                                                                  | 미후네 류지         | 후지 TV         |           |
| 2015년 3월 30일 ~ 9월 26일        | 연속 TV 소설 〈마레〉                                                                                        | 콘타니 케이타       | NHK             |           |
| 2015년 10월 24일·2015년 10월 31일 | 마레 스핀오프 전편 : 나와 그녀의 섬머 타임 블루스 마레 스핀오프 후편 : 한 아이의 사랑~요이치로 25년째의 결단 | 콘타니 케이타       | NHK BS 프리미엄 |           |
| 2015년 6월 24일                   | 영원한 우리 sea side blue                                                                                    | 나가타 타쿠         | NTV             |           |
| 2015년 7월 5일 ~ 9월 13일         | 데스노트 | L                   | NTV             |           |
| 2016년 7월 11일 ~ 9월 19일        | 좋아하는 사람이 있다는 것                                                                                    | 시바사키 카나타     | 후지 TV         |           |
| 2017년 10월 15일 ~ 12월 24일      | 육왕 | 미야자와 다이치     | TBS             |           |
| 2018년 1월 7일 ~ 3월 11일         | 토도메의 키스                                                                                                | 도지마 오타로       | NTV             |           |
| 2018년 7월 12일 ~ 9월 13일        | 굿 닥터 | 신도 미나토         | 후지 TV         |           |
| 2018년 12월 16일                  | 오늘부터 우리는!! 최종화                                                                                     | 카토리              | NTV             | 우정 출연 |
| 2019년 12월 6일                   | 시효경찰 시작했습니다 최종화                                                                                 | 아마야 쇼타         | TV 아사히       | 특별 출연 |
| 2022년 10월 16일 ~ 12월 11일      | 아톰의 아이                                                                                                  | 아즈미 나유타       | TBS             |           |
| 2024년 10월 6일 ~                 | 골든 카무이 -홋카이도 문신 죄수 쟁탈편-                                                                      | 스기모토 사이치     | WOWOW           |           |

### WEB·전달 드라마
- 나만이 17세인 세상에서 제4화 (2020년 3월 12일, 아메바 TV) - 통행인 역
- 아리스 인 보더랜드 (넷플릭스) - 아리스 료헤이 역[주 10][8][9]
  - 시즌 1 (2020년 12월 10일)
  - 시즌 2 (2022년 12월 22일)
  - 시즌 3 (2025년 9월 5일)

### 애니메이션
| 개봉일자        | 제목     | 역할 | 배급사             | 비고              |
| --------------- | -------- | ---- | ------------------ | ----------------- |
| 2019년 8월 23일 | 니노쿠니 | 유우 | 워너 브라더스 영화 | 극장판 애니메이션 |

### 무대
| 공연일자                                                                   | 제목          | 역할          | 공연장소                                                                                      |
| -------------------------------------------------------------------------- | ------------- | ------------- | --------------------------------------------------------------------------------------------- |
| 2014년 10월 31일 ~ 11월 17일·11월 21일 ~ 23일·11월 26일·11월 28일·12월 6일 | 사토미 팔견전 | 이누즈카 시노 | 신국립극장 중극장 / 시어터 BRAVA! / 알파아나부키 홀 / 키타큐슈 소레이유홀 / 치바현 난소문화홀 |
| 2017년 4월 ~ 5월                                                           | 사토미 팔견전 | 이누즈카 시노 | 치바현 난소문화홀 외, 전국 12도시 33공연                                                      |

### 게임
- 요괴 워치 푸니푸니 (2019년 9월 1일) - 유우 역

### 광고(CM)
- 폭스바겐 그룹 재팬 〈아버지의 나이트 드라이브〉 편 (2010년)
- 시즈오카 산업 대학 〈뇌내 스위치·정보 디자인〉편 (2011년)
- 다이하츠 공업 〈캐스트 액티바〉 (2015년)
- 미츠비시 도쿄 UFJ 은행 (2016년)
- 후지쯔 제너럴
  - nocriaX (2016년 ~ 2017년)
  - nocria (2018년)
- 카고메 야채 생활 100 (2016년 ~ 2017년)
- Shadowverse (2016년)
- Samsung
  - 〈어떤 너도 놓치지 않는다. (Galaxy S7 edge)〉편 (2017년)
  - 〈어제까지 넘어서 가라(Galaxy S8)〉 편 (2017년)
- 아이플 홈 (2017년 ~ )
- 마이나비 〈바이트 방문 솜사탕 가게〉편 (2017년)
- 카오 〈리제 포 맨〉 (2018년 ~ )
- 야마자키 제빵 〈도시락〉 언제나, 어디든! 우리의 미카타. (2019년 ~ 2021년)
- 도쿄 지하철 〈Tokyo Next Story〉 (2019년)
- 라쿠텐 (라쿠마) (2020년 2월 29일 ~ )
- 메이지 〈더 바스〉 (2022년 6월 ~ )
- 산토리 맥주 〈산토리 생맥주 트리플 생〉 (2023년 3월 ~ )
- 파인투데이 〈uno〉(2023년 10월 ~ )
- 코이케야 〈코이케야 프라이드 감자〉 (2024년 2월 ~ )
- 피자헛 (2024년 4월 ~ )
- 다이이치산쿄 헬스케어 〈루루 어택 프리미엄〉 (2024년 10월 ~ )

### 모델·이미지 캐릭터
- 아르마니 익스체인지 캠페인 모델 (2019년 ~ 2021년)
- 오클리 브랜드 앰배서더 (2022년 11월 5일 ~ )
- 생 로랑 브랜드 앰배서더 (2023년 2월 ~ )
- 위블로 브랜드 앰배서더 (2023년 11월 ~ )

### PV
- Galileo Galilei 〈관제탑 (管制塔)〉 (2011년)
- 카라스 〈열차 (列車)〉 (2011년)
- 스다 마사키 〈사요나라 엘레지 (さよならエレジー)〉 (2018년)

## 서적

### 사진집
- 야마자키 켄토 퍼스트 사진집 〈현재지〉 (2014년 3월 27일, 와니 북스) ISBN 978-4847046292
- 야마자키 켄토 사진집 〈THE KENTOS〉 (2014년 12월 17일, 도쿄 뉴스 통신사) ISBN 978-4863364462
- 야마자키 켄토 메모리얼 BOOK 〈Scene #20〉 (2015년 9월 26일, KADOKAWA) ISBN 978-4047319813
- 야마자키 켄토 사진집 〈KENTO YAMAZAKI〉 (2019년 4월 24일, KADOKAWA) ISBN 978-4048963695
- 야마자키 켄토 15주년 기념 사진집 〈15/30〉 (2024년 9월 7일, 겐토샤) ISBN 978-4-34-404338-1

### 잡지 연재
- 피치 레몬 남성 모델 (2009년 12월 ~ , 각켄 퍼블리싱)
- 월간 더 텔레비젼 연재 (2014년 9월 ~ 2015년 9월)

### 소설 커버
- 방송 금지.  졸업 <2> (2011년 12년 22월, 슈에이샤 핑키 문고) ISBN 978-4086600262 커버 모델

- 보통 사랑을 하고 싶었다! (2012년 3월 23일, 슈에이샤 핑키 문고) ISBN 978-4086600330 - 커버 모델

### 잡지 표지
- 쇼팽 (2018년 6월호)

## 수상 경력
| 연도   | 시상식                                          | 부문                          | 작품                 | 출처   |
| ------ | ----------------------------------------------- | ----------------------------- | -------------------- | ------ |
| 2015년 | 제39회 일본 아카데미상                          | 신인 배우상                   | orange, 히로인 실격  | [ 10 ] |
| 2018년 | 제98회 더 텔레비전 드라마 아카데미상            | 남우주연상                    | 굿 닥터              | [ 11 ] |
| 2018년 | 엔터테인먼트 시상식 「2019 iQiYi Scream Night」 | 아시아 베스트 배우상          | 빈칸                 |        |
| 2020년 | WEIBO Account Festival in Japan 2020            | 최우수 배우상                 | 빈칸                 | [ 12 ] |
| 2024년 | 제23회 뉴욕 아시안 영화제                       | The Best from the East Award  | 킹덤 시리즈          |        |
| 2024년 | LINE NEWS AWARDS 2024                           | 배우 부문                     | 빈칸                 |        |
| 2024년 | ELLE CINEMA AWARDS 2024                         | 엘르 멘상                     | 빈칸                 |        |
| 2025년 | 제48회 일본 아카데미상                          | 우수 남우주연상               | 킹덤4: 대장군의 귀환 |        |
| 2025년 | 2025 웨이보 문화교류의 밤                       | 웨이보 일본 올해의 남자배우상 | 빈칸                 |        |

### 내용주
1. ↑  개봉일 기준은 일본에서의 개봉일이다.
2. 1 2  하시모토 아이와 공동 주연
3. ↑  고리키 아야메와 공동 주연
4. ↑  니카이도 후미와 공동 주연
5. ↑  히로세 스즈와 공동 주연
6. ↑  카와구치 하루나와 공동 주연
7. ↑  히로세 아리스와 공동 주연
8. ↑  타카하타 미츠키와 공동 주연
9. ↑  쿠보타 마사타카와 공동 주연
10. ↑  츠치야 타오와 공동 주연

### 참조주
1. 1 2  “야마자키 켄토”. 《일본 탤런트 명감》. VIP타임즈사. 2017년 1월 3일에 확인함.
2. ↑  남자의 이력서 야마자키 켄토 편 인 라이프 2014년 1월 15일
3. ↑  “일본 아카데미상 신인상·야마자키 켄토 풍작 세대를 이겨 「또 다시 그 장소에 서서!」”. 시네마 카페. 2016년 3월 8일에 확인함.
4. ↑  “야마자키 켄토, 연속 드라마 첫 주연으로 새로운 경지 「즐기면서하고 있습니다」”. ORICON NEWS. 2018년 1월 7일에 확인함.
5. ↑  “제98회 더 텔레비전 드라마 아카데미상”. 더 텔레비전 드라마 아카데미 상. 2018년 11월 17일에 확인함.
6. ↑  “야마자키 켄토 아시아 최고의 배우상 수상! 일본인 최초의 쾌거에 「더욱 더 노력하겠습니다」”. 영화.com. 2016년 12월 3일에 확인함.
7. ↑  스타더스트 프로모션 제작2부
8. ↑  “Netflix실사판 「아리스 인 보더랜드」, W 주연으로 야마자키 켄토·츠치야 타오”. 주식회사나타샤. 2019년 8월 5일. 2019년 8월 5일에 확인함.
9. ↑  “야마자키 켄토 & 츠치야 타오 W 주연 「아리스 인 보더랜드」 Netflix에서 12·10 세계 동시 전달”. 《ORICON NEWS》 (oricon ME). 2020년 9월 22일. 2020년 9월 22일에 확인함.
10. ↑  “일본 아카데미상 우수상 발표! (2/2)”. 시네마 투데이. 2016년 1월 18일. 2016년 1월 18일에 확인함.
11. ↑  “남우주연상 수상 결과 1위 : 야마자키 켄토 제98회 - 더 텔레비젼 드라마 아카데미상”. 《더 텔레비전》 (일본어). 2018년 11월 14일에 확인함.
12. ↑  “야마자키 켄토 아시아 규모의 비약 맹세 「어학도 열심히 한다면」”. ORICON NEWS. 2021년 2월  4일에 확인함.